# Калинина, Анастасия Геннадьевна
Анастасия Геннадьевна Нилова (дев. Калинина) (15 марта 1997, Александро-Невский, Рязанская область) — российская футболистка, защитница.

## Биография
Начала заниматься футболом в 2006 году, воспитанница Александро-Невской ДЮСШ, первый тренер — Александр Каширский.
В 2013 году сыграла два матча в высшей лиге России за клуб «Рязань-ВДВ», команда в том сезоне стала чемпионом России. Затем ещё несколько лет числилась в составе рязанского клуба, но в официальных матчах больше не играла.
В 2019—2022 выступала за тамбовскую «Академию футбола».
Выступала за юниорскую и молодёжную сборные России.